# Kabupaten Lombok Barat
Kabupaten Lombok Barat (engelska: West Lombok Regency) är ett kabupaten i Indonesien.   Det ligger i provinsen Nusa Tenggara Barat, i den sydvästra delen av landet, 1 100 km öster om huvudstaden Jakarta. Antalet invånare är 599 986. Arean är 863 kvadratkilometer. Kabupaten Lombok Barat ligger på ön Lombok Island.
Terrängen i Kabupaten Lombok Barat är varierad.